# Living After Midnight
Singles de Judas Priest
Rock Forever
(1979) Breaking the Law
(1980)
Living After Midnight est une chanson du groupe de heavy metal Judas Priest. Elle figure sur leur album British Steel sorti en 1980, qui a été leur premier album certifié or aux États-Unis en vendant plus de 500.000 exemplaires. La chanson parle de l'hédonisme, de l'esprit rebelle des années 1980, et compte parmi les chansons les plus populaires du groupe.
En live, le vers "I took the city 'bout one a.m.," est parfois remplacé par la ville ou le lieu où le groupe se produit. Par exemple, sur le DVD Rising in the East, le chanteur Rob Halford chante : "I took the Budokan 'bout one a.m.,"  en référence au stade de Tokyo, au Japon, où a eu lieu le concert. Sur les enregistrements de l'US Festival de 1983 Halford récite : "I took some acid about 1 a.m...."
Le clip, réalisé par Julien Temple en live au Sheffield City Hall, commence avec le batteur Dave Holland jouant sur une batterie invisible. Pendant le solo de guitare, les fans du premier rang jouent avec leurs guitares en carton (qui étaient les symboles de la New wave of British heavy metal).
Le solo de guitare dans la chanson est joué par Glenn Tipton.

## Personnel
- Rob Halford - chants
- Glenn Tipton - guitare
- K. K. Downing - guitare
- Ian Hill - Basse
- Dave Holland - Batterie